# Вишневе (Запорізький район)
Вишне́ве — село в Україні, у Павлівській сільській громаді Запорізького району Запорізької області. До 2016 року орган місцевого самоврядування — Павлівська сільська рада. Населення станом на 1 січня 2007 року складало 30 осіб.

## Географія

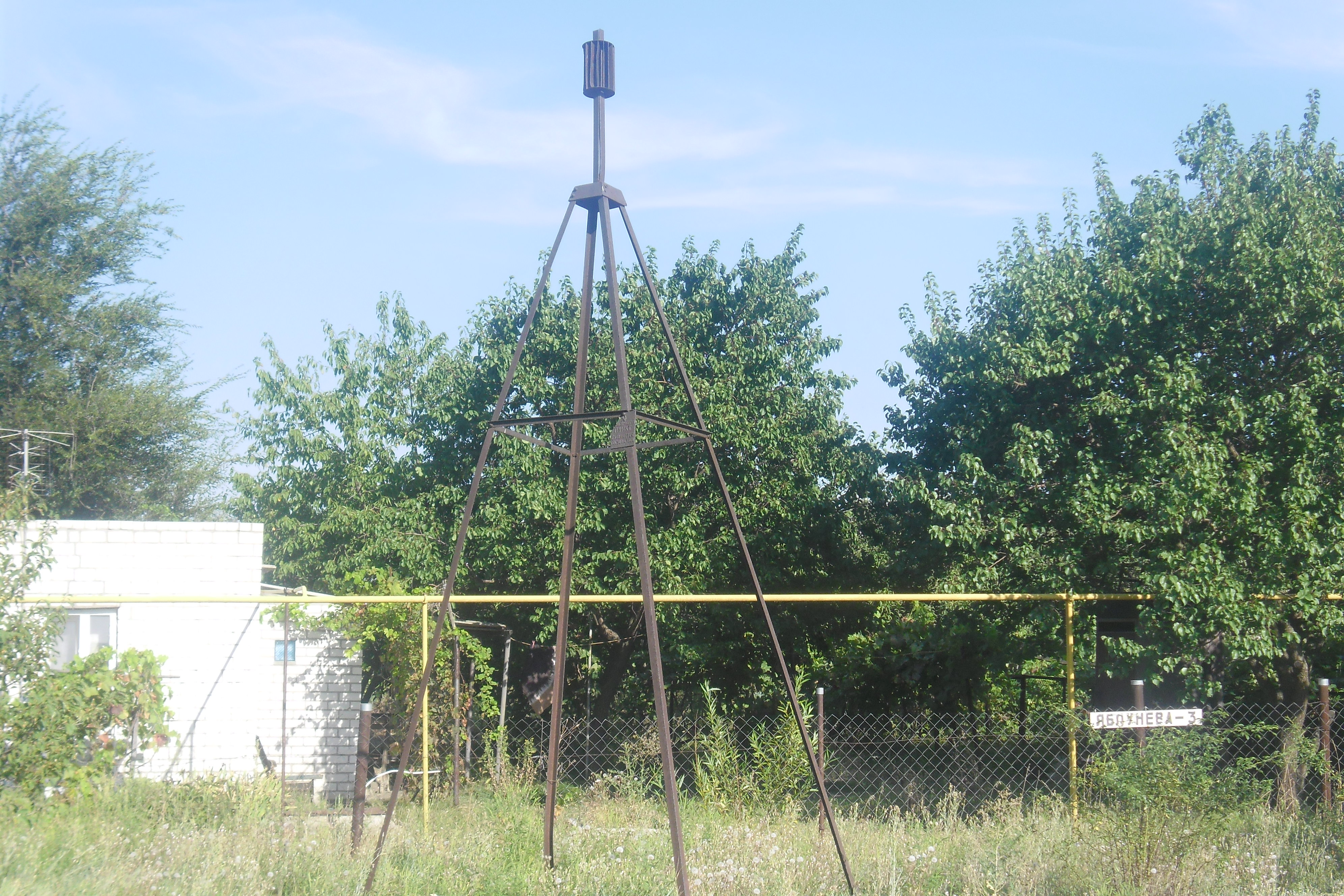
Геодезичний знак в селі Вишневе

Село Вишневе розташоване за 29 км від обласного центру та 1 км від міста Вільнянськ, найближче сусіднє село Спасівка (за 0,5 км). Площа села — 8,9 га, кількість домогосподарств — 19.

## Історія
Село Вишневе засноване у 1925 році.
У 1932—1933 роках селяни пережили сталінський геноцид[джерело?].
З 24 серпня 1991 року село у складі Незалежної України.
День села відзначається 21 вересня. Саме в цей день 1943 року село звільнено від німецько-фашистських окупантів.
16 грудня 2016 року, в ході децентралізації, село увійшло до складу Павлівської сільської громади.
12 червня 2020 року, відповідно до розпорядження Кабінету Міністрів України № 713-р «Про визначення адміністративних центрів та затвердження територій територіальних громад Запорізької області», село увійшло до складу Павлівської сільської територіальної громади.
19 липня 2020 року, в результаті адміністративно-територіальної реформи та ліквідації Вільнянського району, село увійшло до складу новоутвореного Запорізького району.

## Населення

### Мова
Розподіл населення за рідною мовою за даними перепису 2001 року:
| Мова       | Кількість | Відсоток |
| ---------- | --------- | -------- |
| українська | 34        | 87.18%   |
| білоруська | 3         | 7.69%    |
| російська  | 2         | 5.13%    |
| Усього     | 39        | 100%     |

## Транспорт
Поруч пролягає автошлях національного значення Н15 (Запоріжжя — Донецьк). Найближча залізнична станція Вільнянськ (за 3 км). Через село курсує автобусний маршрут № 128 «Запоріжжя — Вільнянськ — Купріянівка».